# Trichocalyx
Trichocalyx är ett släkte av akantusväxter. Trichocalyx ingår i familjen akantusväxter.
Kladogram enligt Catalogue of Life:
| Trichocalyx | \| \| Trichocalyx obovatus \| \| \| \| \| \| Trichocalyx orbiculatus \| \| \| \| |
|             | \| \| Trichocalyx obovatus \| \| \| \| \| \| Trichocalyx orbiculatus \| \| \| \| |
|             | Trichocalyx obovatus                                                             |
|             |                                                                                  |
|             | Trichocalyx orbiculatus                                                          |
|             |                                                                                  |